# Нариман (Ошская область)
Нариман (кирг. Нариман) — село в Кара-Сууском районе Ошской области Кыргызстана. Административный центр Наримановского айылного аймака.

## География
Село расположено в северо-западной части области, на расстоянии приблизительно 11 километров (по прямой) к юго-юго-западу от города Кара-Суу, административного центра района. Абсолютная высота — 903 метра над уровнем моря.

## Население
Согласно оценочным данным Национального статистического комитета Кыргызской Республики, численность населения села на начало 2023 года составляла 12 432 человека.
| год     | 2009 | 2014 | 2015 | 2020   | 2021   | 2023   |
| ------- | ---- | ---- | ---- | ------ | ------ | ------ |
| человек | 9901 | 9791 | 9963 | 11 796 | 12 021 | 12 432 |